# Philodoria micropetala
Philodoria micropetala là một loài loài bướm thuộc họ Gracillariidae. Đây là loài đặc hữu của Kauai.
Ấu trùng ăn các loài Pipturus. Có khả năng chúng ăn lá cây nơi chúng sống.